# Small Isles
De Small Isles (Schots-Gaelic: Na h-Eileanan Tarsainn, Nederlands: Kleine Eilanden) is een kleine eilandengroep voor de westkust van Schotland, gelegen ten noorden van het schiereiland Ardnamurchan en ten zuiden van het eiland Skye. De Small Isles maken onderdeel uit van de Binnen-Hebriden.
De archipel bestaat uit vier bewoonde eilanden, die vanaf het zuiden allemaal anders opdoemen aan de horizon. Het meest westelijke eilanden is het langgerekte Canna, daar ten oosten van ligt Rum; een heuvelmassief dat oprijst uit het water, dan iets meer naar het zuidoosten het kleinere Eigg, herkenbaar aan de ogenschijnlijk prehistorische bergkam. Als laatste het vlakke Muck, het meest vruchtbare, maar kleinste eiland.
Bestuurlijk gezien behoort de archipel tot het raadsgebied Highland, tot 1975 waren de eilanden vertegenwoordigd in het district Lochaber. De hele archipel is bestempeld als een National Scenic Area.